# Franco Villani
Franco Villani (Vicenza, 6 febbraio 1918 – Roma, 11 ottobre 1965) è stato un produttore cinematografico italiano.

## Biografia
Nacque a Vicenza nel 1918 per trasferirsi nei primi anni con la famiglia a Taranto dove crebbe e compì gli studi fino al liceo. Si laureò a Napoli in lingue straniere e partecipò alla guerra mondiale come ufficiale degli alpini. Alla fine della guerra andò ad abitare, dopo essersi sposato,  a Torino dove entrò nel mondo cinematografico gestendo il cinema Teatro Reposi che all'epoca, oltre alla proiezione di film di prima visione, rappresentava spettacoli di varietà con le migliori compagnie. Lasciata la gestione del cinema, nel 1950 debuttò come produttore realizzando il film Cronaca di un amore che vide l'esordio, alla regia di un lungometraggio, di Michelangelo Antonioni. Il film con protagonisti Lucia Bosè  e Massimo Girotti,  ebbe successo di critica al festival di Venezia e viene tuttora considerato fra i 100 film italiani da conservare. Nel 1952 produsse il film giallo Le due verità con la regia di Antonio Leonviola e per protagonisti Anna Maria Ferrero, Michel Auclair, Michel Simon. Nel 1954 realizzò il film drammatico Opinione pubblica, girato negli stabilimenti cinematografici di Tirrenia,  per la regia di Maurizio Corgnati (che divenne poi marito della cantante Milva), con gli attori Daniel Gelin, Gianrico Tedeschi e Delia Scala. Nel 1956 uscì il suo ultimo film I girovaghi per la regia di Hugo Fregonese con Peter Ustinov e Abbe Lane.
L'ultima produzione non ebbe successo e segnò la fine della sua attività di produttore cinematografico. Intraprese quindi a Roma, dove nel frattempo si era trasferito, la professione di broker assicurativo che praticò fino alla morte sopraggiunta in età ancora giovane nell'ottobre del 1965.
| Controllo di autorità | BNE (ES) XX1602364 (data) |